# Alphen Eagles
De Alphen Eagles is een American footballteam uit Alphen aan den Rijn. Ze komen uit in de Eredivisie, dat georganiseerd wordt door de American Football Bond Nederland.

## Historie
Alphen Eagles is opgericht in 1985. De thuisbasis is sportpark de Bijlen (Zegersloot Zuid), in Alphen aan den Rijn.
In 2012,2013 en 2014 wisten de Alphen Eagles het landskampioenschap (Tulip Bowl) te winnen om vervolgens uit te komen in de EFL (European Football League). In 2011 en 2012 werd het eerste team sportploeg van het jaar in Alphen aan den Rijn. Ook werd de vereniging in 2013 uitgeroepen tot Alphense sportvereniging van het jaar. Een flink aantal spelers is op genomen in de selectie van het Nationale team de Dutch Lions.
Naast het senioren team zijn er meerdere teams voor junioren in verschillende leeftijdscategorieën. Onze Juniors (16 t/m 18 jaar) en onze Cadets (14 t/m 15 jaar) spelen de full contact variant van American Football (ook wel “Tackle Football” genoemd). Onze Cubs (12 t/m 14 jaar) en PeeWees (6 t/m 12 jaar) spelen de non-contact variant van American Football (ook wel “Flag Football” genoemd). Bij Flag Football is geen fysiek contact tussen spelers maar leren de spelers wel de regels, tactieken en technieken van American Football. is er ook een junioren team . De junioren spelen evenals het senioren team Tackle Football.

## Lacrosse
Sinds september 2009 is het ook mogelijk om lacrosse te spelen bij de Alphen Eagles. Het eerste lacrosseteam werd opgericht door Polly Graser en Eline Oskam. Ook Frank van Dam heeft veel voor het beginnende lacrosseteam betekend. Het eerste doelpunt ooit werd gemaakt door Tika Meijer y Bodisco Massink in de wedstrijd tegen de Rotterdamse Lady Jags.